# Свети Димитър (Гръче)
Вижте пояснителната страница за други значения на Свети Димитър.
„Свети Димитър“ (на гръцки: Αγίου Δημητρίου) е възрожденска православна църква, разположена в село Гръче, днес Птелеа, дем Нестрам, Гърция. Храмът е част от Костурската епархия.
Църквата е построена в 1890 година и е изградена от камък. В архитектурно отношение храмът е трикорабна базилика със стенописи в апсидата на протезиса и на олтара. Фреските в нея са пример за изкуството, разпространено в края на XIX век. В 1991 година църквата е обявена за паметник на културата.